# وان‌ساب‌سی
وان‌ساب‌سی (به انگلیسی: OneSubsea) یک شرکت آمریکایی چندملیتی خدمات و تجهیزات نفتی از مجموعه شلمبرژه و فعال در پروژه های آب های عمیق است. این شرکت فعلا با ایران همکاری خاصی ندارد.
وان‌ساب‌سی بیشتر از 5000 کارمند در 23 کشور دارد که در 6 بخش زیر فعالیت می کنند:
- راه حل های یکپارچه
- سیستم های تولید
- سیستم های پردازش
- سیستم های کنترل
- سیستم های چرخشی و دریایی
- خدمات زیر دریا

این محصولات و خدمات به اپراتورهای نفتی و گازی در سراسر جهان ارائه میشود. 